# Puccinia
Puccinia és un gènere de fongs basidiomicots de l'ordre dels puccinials (Pucciniales).  Totes les espècies d'aquest gènere són patògens obligats de les plantes, a les que causen una infecció coneguda com a rovell. Segons una enquesta, feta el 2012, a 495 científics especialistes els fongs del gènere Puccinia es troben entre els 10 més importants fitopatògens del món.
Exemples de malalties causades per fongs del gènere Puccinia:
- Puccinia asparagi – Rovell de l'espàrrec
- Puccinia graminis – Rovell de la tija
- Puccinia horiana – rovell blanc de plantes del gènere Chrysanthemum
- Puccinia mariae-wilsoniae
- Puccinia poarum
- Puccinia psidii – Rovell de la guaiba
- Puccinia recondita – Rovell marró
- Puccinia sessilis -
- Puccinia striiformis -
- Puccinia triticina – Rovell del blat

L'espècie Puccinia obtegens sembla que pot controlar el card del Canadà usat junt amb altres fitopatògens.